# 오기와 악동들
오기와 악동들(프랑스어: Oggy et les Cafards, 영어: Oggy and the Cockroaches)은 디지탈이메이션, 장-이브 랭보, 프랑스의 고몽 (Gaumont)이 1998년에 제작한 텔레비전 애니메이션이다. 시리즈 시작 15주년을 맞이한 2013년에는 극장판화되어 《오기와 악동들 더 무비》이라는 제목으로 공개되었다. 한국에서는 투니버스, 카툰네트워크 등에서 방영되었고 DVD로도 출시되었습니다.